# Chronologie de Chambéry

Logo de la ville de Chambéry.

Cette chronologie de Chambéry liste des événements historiques en rapport avec la ville de Chambéry située en France dans le département de la Savoie en région Rhône-Alpes.

## Antiquité
...

## Moyen Âge
1057 : donation de biens par la reine de Bourgogne Hermengarde situés à Aix et Chambéry à la cathédrale de Grenoble, daté de 1057.
1232, 15 mars : le comte Thomas Ier de Savoie achète de Berlion de Chambéry tout ce que ce dernier possédait dans le bourg de Chambéry avec la vicomté et le vidomnat en échange du fief de Montfort et de 32 000 sous forts de Suse. Fait à Chambéry ; est témoin un de Chambuerc. La même année, Guy de Chevelu est témoin avec Berlion de La Forest en plusieurs chartes octroyées par Thomas, dont celle accordant des franchises à la ville de Chambéry,.
1263 : le 11 juin, prestation d'hommage par Aymon de Chambéry-le-Vieux, fils de feu Pierre de Chambéry-le-Vieux, chevalier, qui reconnaît tenir du comte de Savoie sa maison du castrum de Chambéry et 100 sous forts de revenu sur la leyde de cette ville.
1274 : extentes de Chambéry.
1285 : le 24 avril : vente à Philippe, comte de Savoie, par Pierre de Cognin et autres de leurs droits sur la leyde de Chambéry.
1295, 15 mars : le comte Amédée IV fait de Chambéry la capitale du duché de Savoie.
1315 : le 31 juillet, donation par Jean Chaboud, bourgeois de Chambéry, au comte Amédée V de Savoie du droit de triage à Chambéry.
1348 : le comte Vert Amédée VI y organise un tournoi ; y figure Guillaume de La Forest., Un d'Orlyé. ainsi qu'un A. Malet de La Dragonnière.
1352 : une nouvelle enceinte importante est construite sous l'impulsion du comte Vert Amédée VI de Savoie.
1390 : vente par les nobles Amédée Palmier et Jean Palmier de la moitié de deux moulins, sis sous le château de Chambéry et relevant du domaine de l'abbaye d'Hautecombe ; Amédée Palmier vend à Jacques Chabod, bourgeois de Chambéry, une maison située dans cette ville.
1393 : le 17 novembre, contrat de société pour une durée de quatre ans, conclu entre Jean Lageret, Guigonet Vionet et François Lami, bourgeois de Chambéry, pour une fabrique et un commerce de draps de France, à Chambéry, chacun des sociétaires faisant une mise de fonds de 500 florins d'or.
1400 : le 7 octobre, cession par Charles de Sauvage à Guy de Montbel, seigneur d'Entremont et de Montbel, du droit de rachat d'une maison à Chambéry.
1416 : avènement d'Amédée VIII, 1er duc de Savoie, fait de Chambéry la capitale d'un État souverain, libéré du Saint-Empire romain germanique.
1475 : le 25 janvier, présence à Chambéry, d'après le style de l'Incarnation, ou 1476, suivant le style de Noël, de Nicolas, évêque de Modène, légat en France du pape Paul IV auprès de Louis XI, accordant à Jacques Mareschal, seigneur de Senozan, le droit de faire porter avec lui un autel particulier, avec pouvoir d'y faire célébrer la messe, pour lui et les siens, notamment pour son épouse quand il sera marié.

## Temps modernes (1492-1792)
1502 : limitation par le duc du tribut sur le vin, qui est fixé à quatre deniers par sommée de vin entrant à Chambéry ou sortant de la ville ; les bourgeois en sont exemptés et il ne sera perçu aucune autre exaction sur les vins provenant des hommes de Louis de Miolans, seigneur du comté de Montmayeur et de la baronnie de Miolans.
1560 : le 13 septembre, délibération du conseil général de la ville de Chambéry, qui consent à l'imposition de la gabelle du sel.
1563 : le duc Emmanuel-Philibert transfère sa capitale, peu à peu, de Chambéry à Turin.
17 au 21 août 1600 : La ville et la citadelle sont assiégées puis prises par les troupes françaises d'Henri IV lors de la guerre franco-savoyarde (1600-1601).
1567 : observations des syndics et du Conseil de la ville de Chambéry au sujet du projet de démolition de l'église Saint-Léger et du transfert de l'hôpital Saint-François au Faubourg Maché.
sans date : institution par Charles-Emmanuel Ier, duc de Savoie (1580-1630), de l'aumône générale des pauvres de la ville de Chambéry.
1617-1634 : institution de quatre foires franches à Chambéry et d'un office d'abondance chargé des importations et exportations et d'autoriser la création de manufactures, privilèges et règlements pour l'art de la soie, , etc., imprimé.
1703-1713 : état des sommes dues à la ville de Chambéry pour fournitures faites aux Français pendant la guerre.
1725-1730 : règlements relatifs à la boucherie, au marché et à la police de Chambéry ; édit du roi Victor-Amédée II, instituant un vicaire de police à Chambéry ; documents relatifs au vicaire de police.
1736 : le philosophe Jean-Jacques Rousseau s'installe dans le vallon des Charmettes.
1738 : le 18 mai, mémoire du procureur général Maistre, touchant la requête de la ville de Chambéry, qui demande à être déchargée de ses dettes à cause de l'augmentation des monnaies, portée par l'édit de 1733.
1740 : mémoires sur la demande de la ville de Chambéry, qui sollicite l'autorisation de démolir le Ravelin du Reclus et d'en employer les matériaux à la construction d'un pont sur la Leysse et souhaite la suppression d'une partie de la muraille qui sert de clôture au jardin du château.
1741 : requête des syndics et du Conseil de la ville de Chambéry, tendant à obtenir, en ce qui concerne l'élection de conseillers nobles, la suppression de l'obligation d'avoir été chargés des fonctions de directeurs de l'Hôpital Général.
1769 : requête adressée au roi de Sardaigne au nom des religieuses du couvent de Sainte-Claire-hors-Ville de Chambéry afin d'obtenir approbation de l'affranchissement convenu entre ces religieuses et la communauté de Sainte-Marie d'Arvey touchant une rente emphytéotique qui avait été donnée, en 1283, par Béatrice Fieschi, veuve de Thomas de Savoie, comte, avec avis touchant cet affranchissement par le procureur général Rossi.
1771 : exposé des motifs qui militent pour l'ouverture de la porte de la Reine à Chambéry.
1772-1774 : statuts de la Société économique fondée dans la ville de Chambéry pour l'agriculture, le commerce et les arts, noms des membres de la société et lettres de l'abbé de Mellarède, qui sollicite pour cette fondation l'autorisation royale.
1792 : premier rattachement de la Savoie à la France, Chambéry chef-lieu du département du Mont-Blanc.

## Révolution française et Premier Empire (1789-1815)
...

## XIXesiècle
1815 : fin du 1er rattachement de la Savoie à la France, Chambéry redevient une possession de la maison de Savoie.
1838 : édification du monument la Fontaine des éléphants, œuvre du sculpteur grenoblois Pierre-Victor Sappey.
1844 : création du musée d'histoire naturelle de Chambéry.
1860, 22 avril : second rattachement de la Savoie à la France. Chambéry devient définitivement une ville française.
1875, 18 janvier : importante inondation à Chambéry, tout particulièrement rue du théâtre, rue juiverie, place Saint-Léger.

## XXesiècle
1905 : la résidence d'été de J.J.Rousseau, classée monument historique, devient la propriété de la ville de Chambéry qui en fera un musée.
1913, 18 novembre : création du Musée savoisien dans un ancien couvent franciscain de la ville.
1944, 26 mai : Chambéry est durement touchée par le bombardement du 26 mai 1944, de nombreux bâtiments détruits, des centaines de blessés et de morts.
1944, 22 août : libération de Chambéry
1961 : Chambéry fusionne avec deux communes limitrophes, Bissy et de Chambéry-le-Vieux.

## XXIesiècle
2007 : janvier : début des travaux de la salle multifonctionnelle Le Phare sur un terrain de 29 074 m2, le bâtiment couvre 12 000 m2.